# د شین
د شین (به انگلیسی: The Shin) گروه موسیقی گرجستانی است.
آن ها در مسابقه آواز یوروویژن ۲۰۱۴ به همراه ماریکو ابرالیدزه نماینده گرجستان بودند.